# SMS Gneisenau (1879)
Pour les autres navires du même nom, voir Gneisenau.
Le SMS Gneisenau était une frégate à trois-mâts, ou croiseur frégate (en allemand, Kreuzefregatte), qui a servi dans la marine impériale allemande  de 1879 à 1900.

Il porte le nom du général prussien August Neidhardt von Gneisenau (1760-1831) combattant des armées napoléoniennes.

## Conception
Le SMS Gneisenau est l'une des six frégates de classe Bismarck avec une coque en fer non plaqué et un moteur à vapeur auxiliaire de la propulsion à voile.

Ses  sister-ships sont les  SMS Bismarck, SMS Blücher, SMS Moltke, SMS Stein et SMS Stosch.

## Histoire
Le SMS Gneisenau servit essentiellement à la formation des aspirants-officiers durant de nombreux voyages à l'étranger. 

Un incident de désertion par un membre d'équipage est supposé avoir eu lieu en 1885 à Sydney.  
Le 16 décembre 1900, le navire a coulé lors d'une tempête près du port de Malaga, en Espagne, après son échouage au môle du port dans une tentative de mise à quai. Quarante membres de l'équipage ont péri, dont le commandant et le commandant en second. Des nombreux malagueños ont péri aussi en essayant de sauver les marins.